# Зелене (Гримайлівська селищна громада)
Зеле́не — село в Україні, у Гримайлівській селищній громаді Чортківського району Тернопільської області. Розташоване на півночі району. До 2020 адміністративний центр сільради, якій було підпорядковане село Паївка.
Населення — 475 осіб (2003).

## Історія
Перша писемна згадка — 1343.
Діяли «Просвіта», «Сокіл», «Союз українок» та інші українські товариства.
Початкова (або мовою того часу — тривіальна) школа була організована спільним рішенням із ґміною сусіднього села Паївка у січні 1852 р. за сприяння місцевого греко-католицького пароха Івана Гоцького («Gazeta Lwowska», 31.01.1852, № 25).
1 серпня 1934 року село увійшло до складу новоутвореної сільської гміни Красне Скалатського повіту.
2 жовтня 1945 р. у селі в засідці загинув (будучи важкопораненим, застрелився) командир боївки УПА «Степ».
19 вересня 1948 р. в Зелене приїхали 20 комуністів з районного центру для організації колгоспу. у Зеленому і сусідньому с. Вікно.
У ніч на 23 квітня 1949 року в Буциках і навколишніх селах Вікно, Глібів, Зелене, Лежанівка, Мала Лука впорядковано могили вояків УПА (закопано хрест та поставлено на могилі вінок «Героям Слава»).
24 квітня 1949 р. солдати військ МДБ знищили встановлені вночі 23 квітня на могилі хрест та вінки «Героям Слава».
За участь у національно-визвольній боротьбі українського народу середини 20 ст. репресій зазнали понад 50 жителів села; зокрема, було засуджено до 10–25 років ув'язнення 24 особи (з них Микола Вецал (1887—1949), Григорій Гаврилишин (1921—1941), Степан Горобець (1921—1941), Микола Іванишин (1921—1941), Антон Леськів (1921—1941), Гнат Шевчук (1921—1941) закатовані у тюрмах і концтаборах НКВС; Павло Вецал (1897—1942); депортовано у Сибір 20 осіб (з них Євгенія Вецал (1927—1946), Ілько Заплітний (1889—1957) померли на засланні).
В УПА за волю України загинули: Микола Вецал (1904—1944), Євстахій Заплітний («Чорнота»; 1925—1945), Іван Катока (1921—1946), Степан Котик («Друкар»; 1924—1946), Микола Кушнір (1915—1941), Зиновій (1919—1946) і Михайло (1921—1944) Панаси, Олекса Сундурський (1893–р. см. невід.), Василь Філь (1913—1941), Роман Фостик (1918–р. см. невід.).
12 червня 2020 року, відповідно до розпорядження Кабінету Міністрів України № 724-р «Про визначення адміністративних центрів та затвердження територій територіальних громад Тернопільської області» увійшло до складу Гримайлівської селищної громади.
19 липня 2020 року, в результаті адміністративно-територіальної реформи та ліквідації Гусятинського району, село увійшло до складу новоутвореного Чортківського району.

## Політика

### Парламентські вибори, 2019
На позачергових парламентських виборах 2019 року у селі функціонувала окрема виборча дільниця № 610219, розташована у приміщенні клубу.
Результати
- зареєстровано 306 виборців, явка 72,88 %, найбільше голосів віддано за «Слугу народу» — 21,00 %, за Всеукраїнське об'єднання «Батьківщина» — 14,61 %, за Об'єднання «Самопоміч» — 14,16 %.[8] В одномандатному окрузі найбільше голосів отримав Роман Василіцький (Об'єднання «Самопоміч») — 28,77 %, за Миколу Люшняка (самовисування) — 25,11 %, за Ігоря Сопеля (Слуга народу) — 16,89 %[9].

## Населення

### Мова
Розподіл населення за рідною мовою за даними перепису 2001 року:
| Мова       | Відсоток |
| ---------- | -------- |
| українська | 99,79 %  |
| російська  | 0,21 %   |

## Символіка
Затверджена 23 жовтня 2020р. рішенням № 1303 XLII сесії сільської ради VII скликання. Автори — В. М. Напиткін, С. В. Ткачов, К. М. Богатов.

### Герб
У зеленому щиті срібний вилоподібний хрест з подвійною чорною нитяною облямівкою, кожне рамено якого обтяжене червоним хрестом з полум'яним верхнім раменом. Щит вписаний в золотий декоративний картуш і увінчаний золотою сільською короною. Унизу картуша напис «ЗЕЛЕНЕ».
Зелене поле щита означає назву села; срібний вилоподібний хрест — стилізована єпитрахіль Св. Миколая. Храмовий празник в селі на Миколая. Полум'яне верхнє рамено — нагадування про те, що татари спалили село на Зелені свята.

### Прапор
На квадратному зеленому полотнищі білий вилоподібний хрест з шириною рамен в1/3 ширини прапора, з подвійною чорною облямівкою в 1/60 ширини прапора. На кожному рамені червоний хрест з полум'яним верхнім раменом

## Релігія

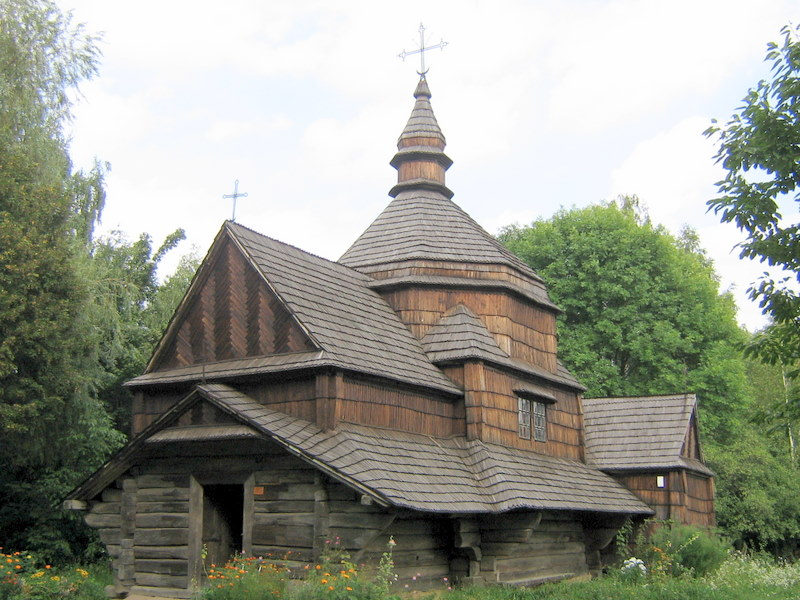
Стара дерев'яна церква святого Михайла, перенесена у Музей народної архітектури та побуту України

- церква святителя Миколая Чудотворця (1946; ПЦУ; кам'яна);
- каплиця Пресвятої Діви Марії (1925; РКЦ)[11].

## Пам'ятки
- Поселення Зелене I[d] (трипільська культура; ранній залізний вік; черняхівська культура; давньоруський час (XII—XIII ст.));
- Поселення Зелене II[d] (черняхівська культура; давньоруський час (XII—XIII ст.));

Споруджено пам'ятник полеглим у німецько-радянській війні воїнам-односельцям (1967), насипано символічну могилу УСС (1990).
Стара дерев'яна церква(1817) майстри Яцентій Тхорик, Петро Грукалівський, перенесена у Музей народної архітектури та побуту України.
Пам'ятник Т. Шевченку
Пам'ятка монументального мистецтва місцевого значення.
Встановлений 1967 р. Скульптор — В. Горн (Чернівці).
Скульптура — бетон, постамент — камінь.
Скульптура — 3 м, постамент — 2,6 м.

## Соціальна сфера
Діють загальноосвітня школа І-ІІ ступенів, клуб, бібліотека, ФАП, дошкільний заклад, АТС, пошта, торговельний заклад.

## Відомі люди

### Народилися
- громадський діяч у Канаді М. Білаш,
- Гембарівський Святослав (2001 — 02.10.2023) — український військовик, учасник російсько-української війни[16][17][18].
- архітектор Б. Магола.
- помер Олександр Пісецький — Державний секретар пошт і телеграфів уряду ЗУНР.[19]
- Рожик Ігор (02.05.1989 — 12.03.2023) — український військовик, учасник російсько-української війни[20][21][22].

## Галерея

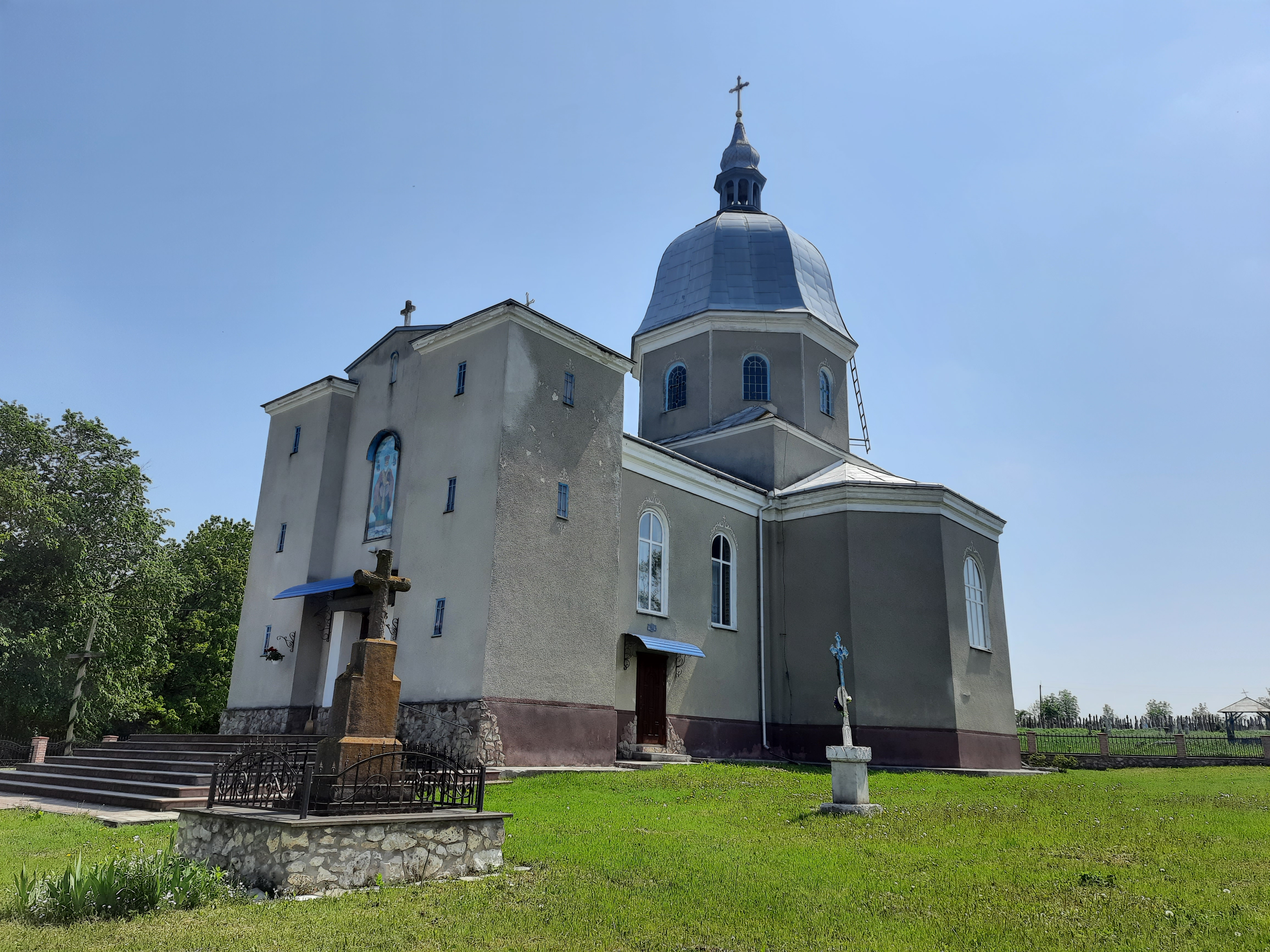
Церква Святого Миколая
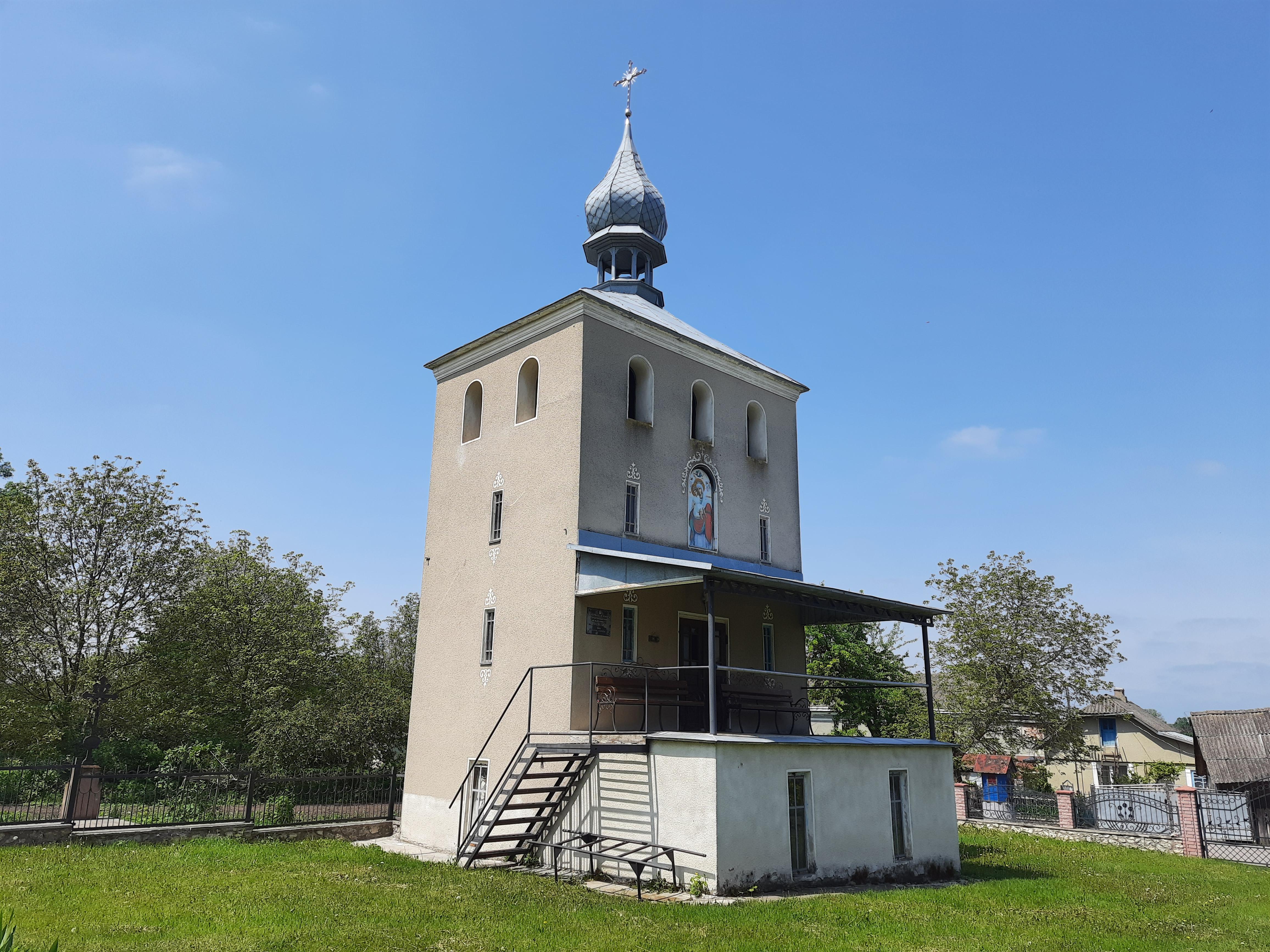
Дзвіниця церкви Святого Миколая
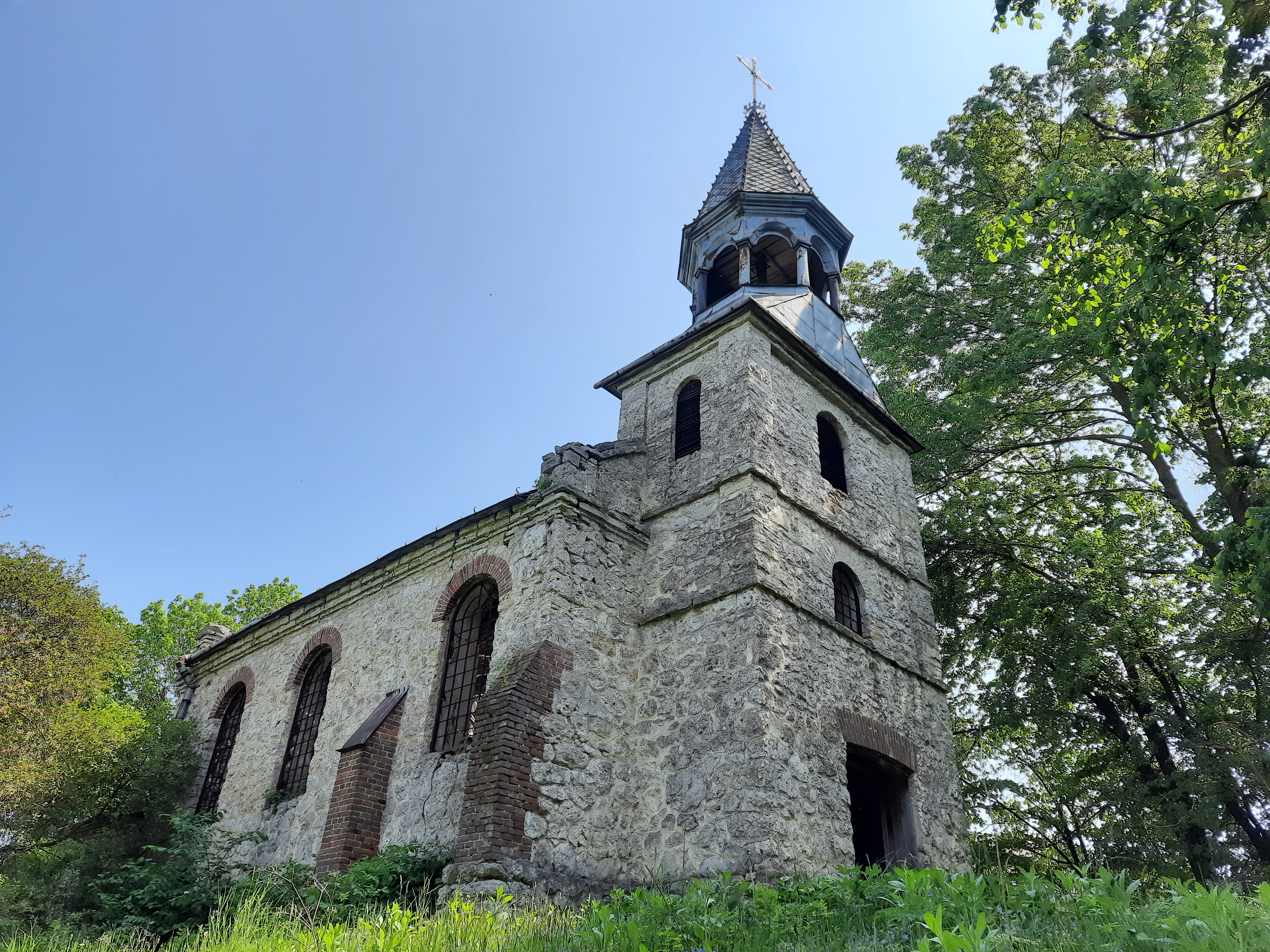
Костел
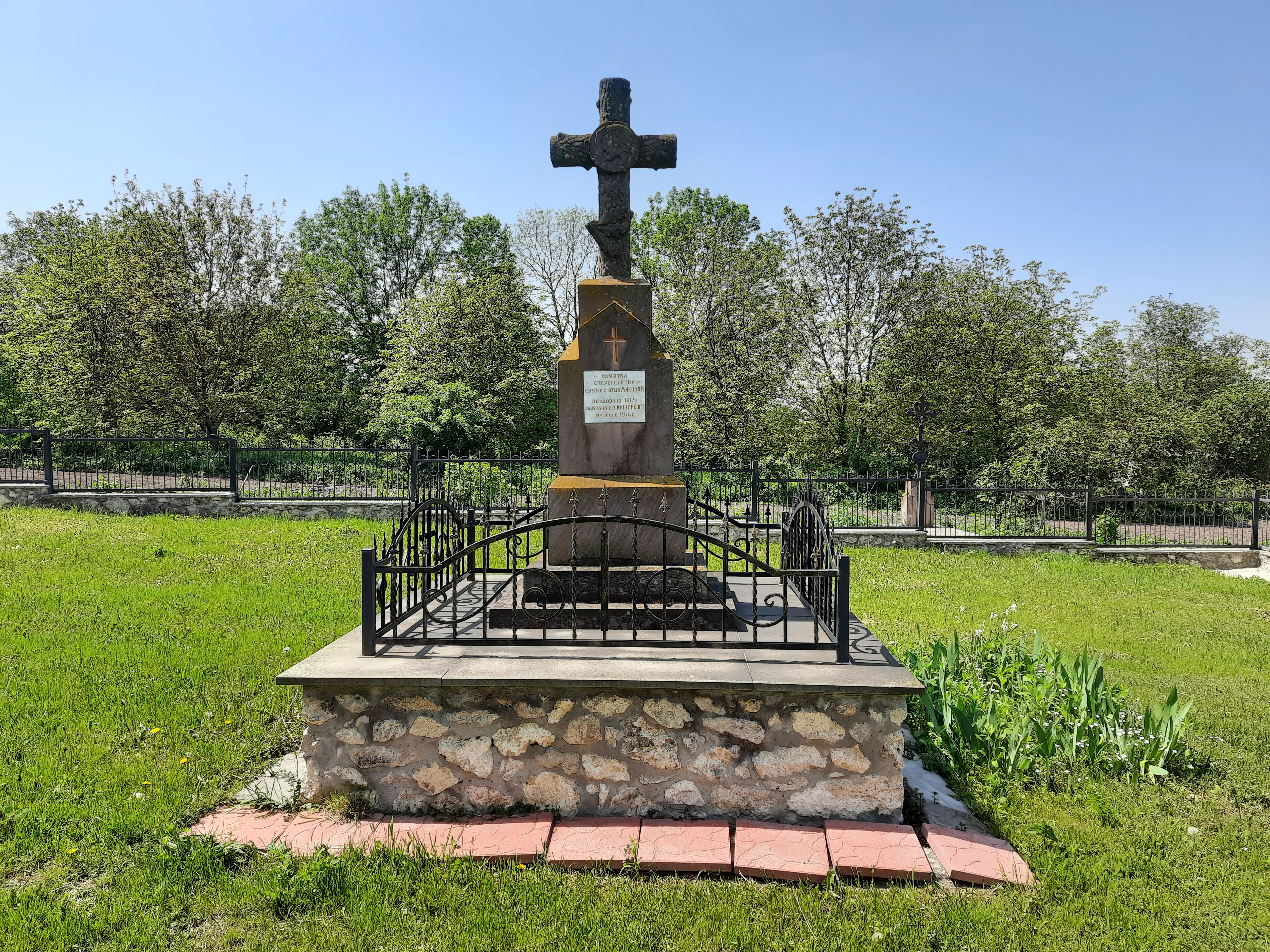
Пам'ятний знак на місці старої дерев'яної церкви, перенесеної у Музей народної архітектури та побуту України
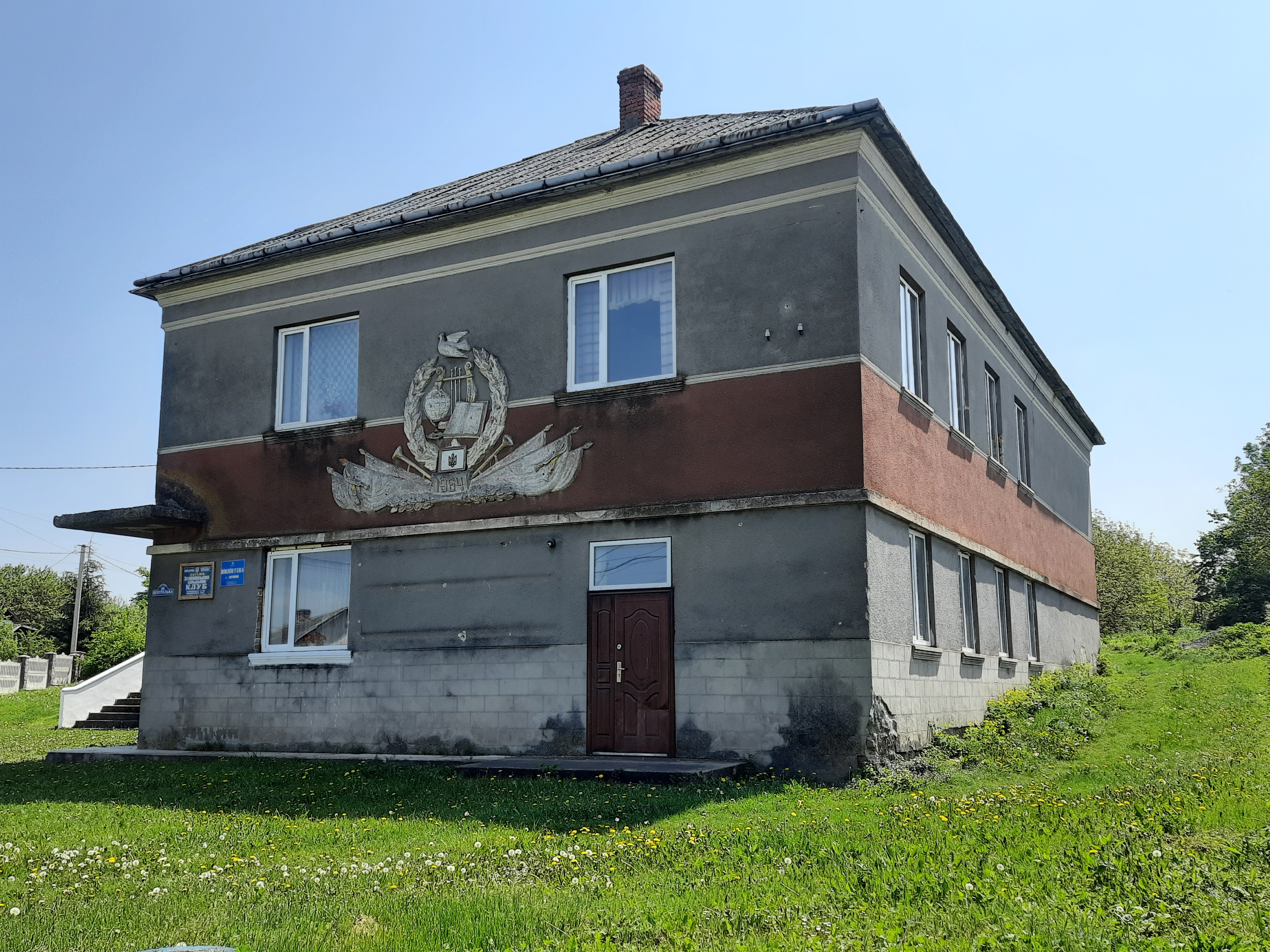
Будинок культури
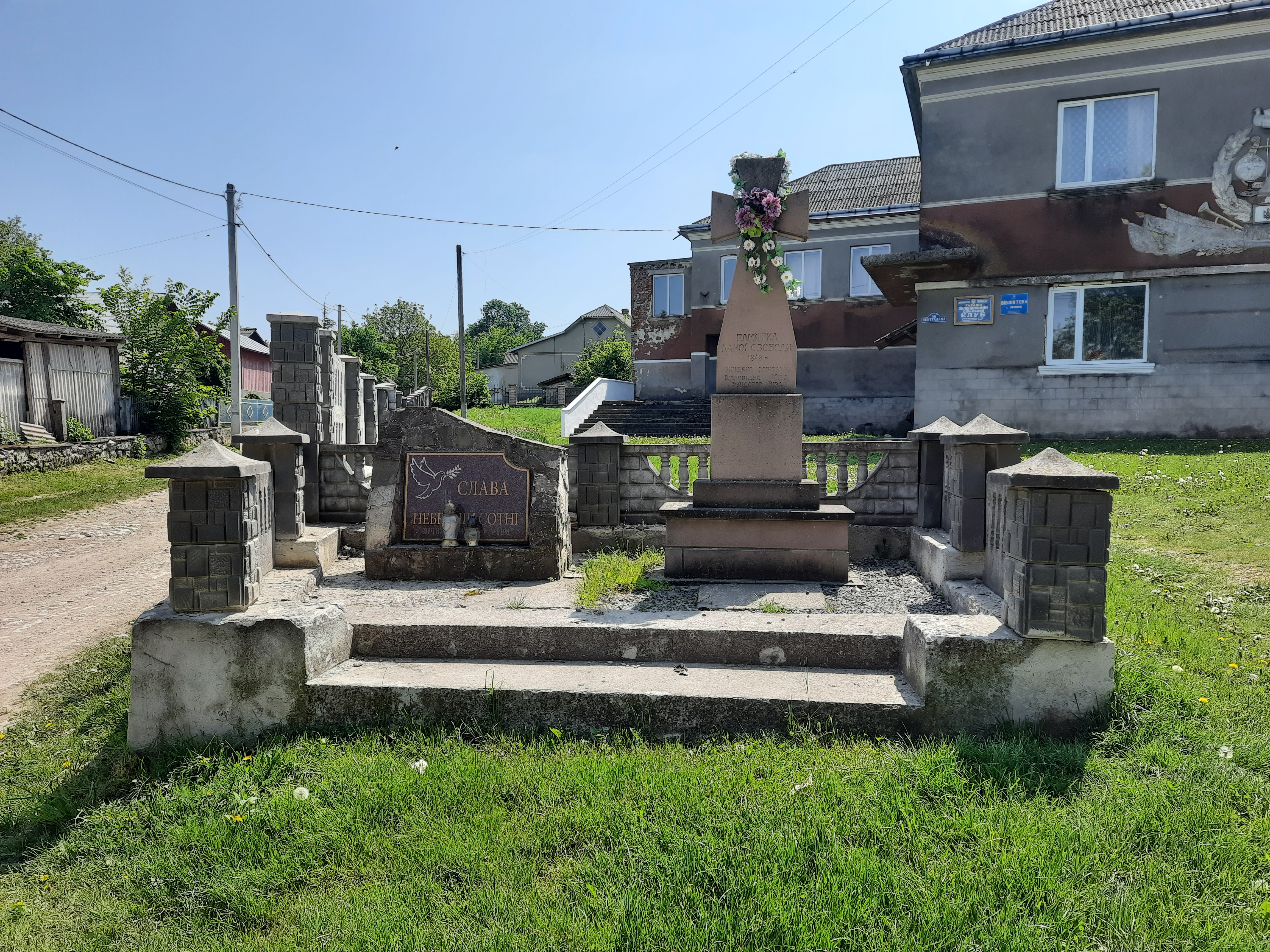
Пам'ятні знаки - Небесній сотні та з нагоди скасування панщини
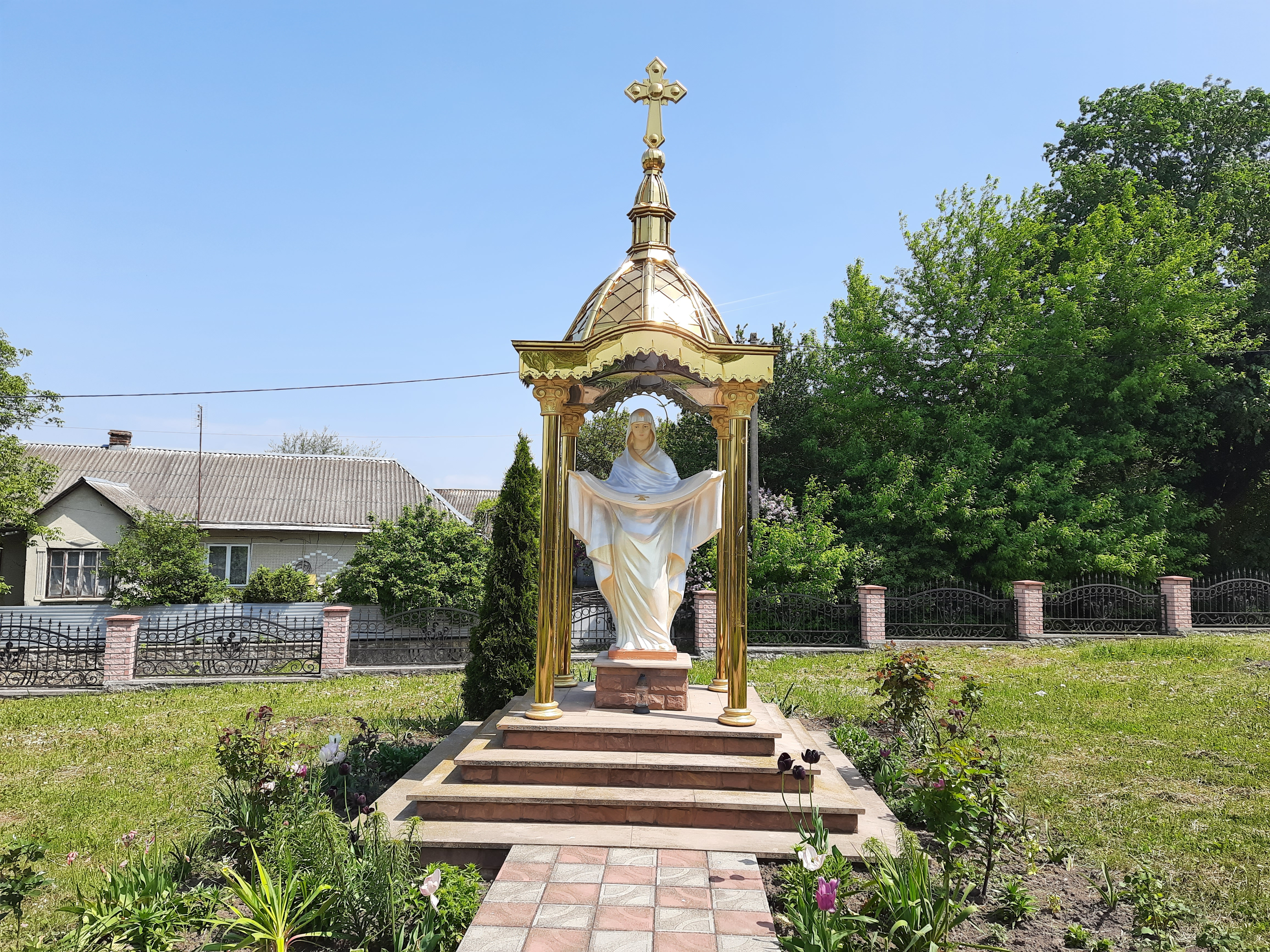
Статуя Божої Матері
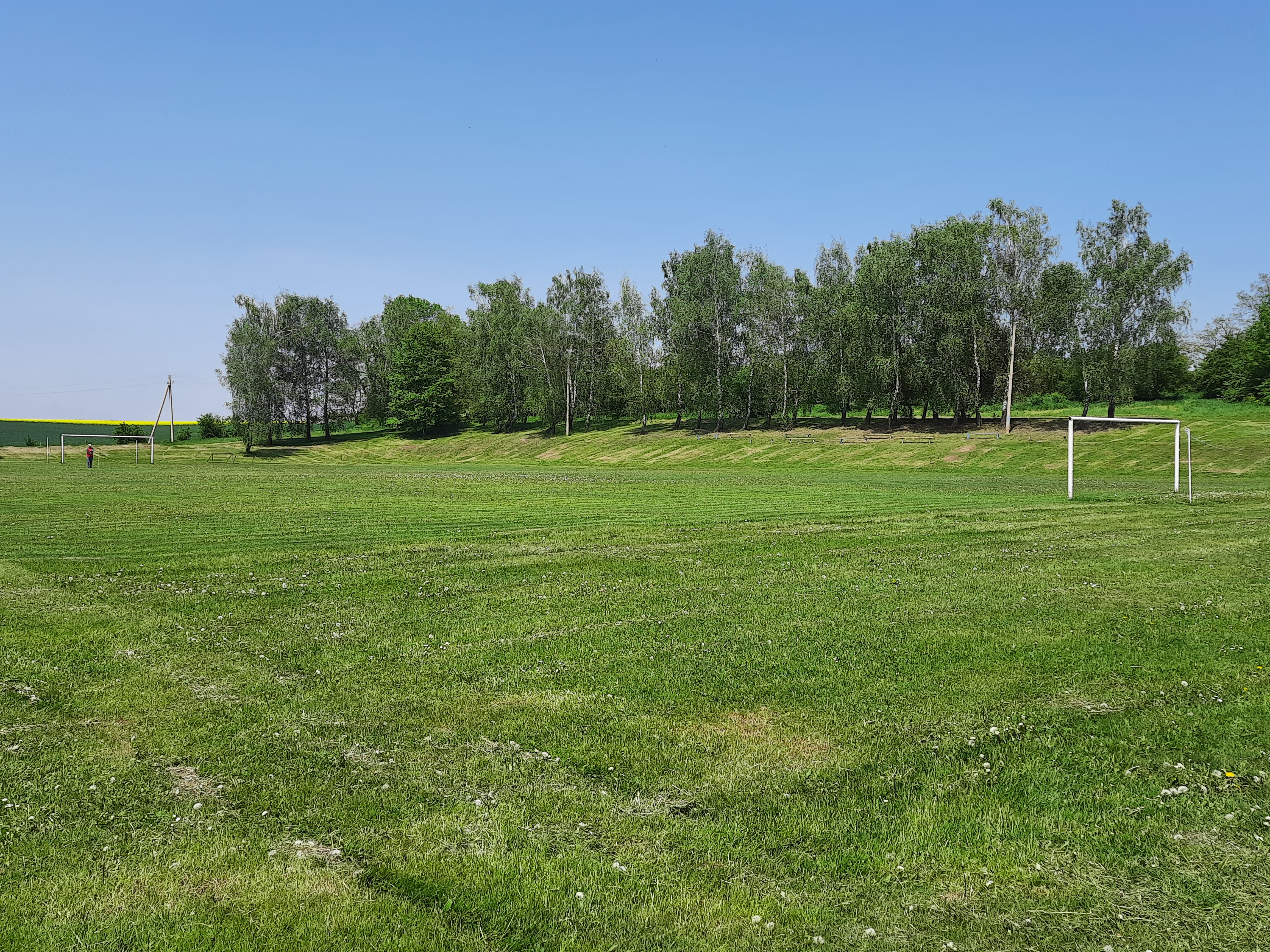
Стадіон